# Palaiochóri (ort i Grekland, Thessalien, Trikala)
Palaiochóri är en ort i Grekland.   Den ligger i prefekturen Trikala och regionen Thessalien, i den centrala delen av landet, 270 km nordväst om huvudstaden Aten. Palaiochóri ligger 978 meter över havet och antalet invånare är 246.
Terrängen runt Palaiochóri är bergig åt nordväst, men åt sydost är den kuperad. Runt Palaiochóri är det mycket glesbefolkat, med 5 invånare per kvadratkilometer. Närmaste större samhälle är Chrysomiliá, 6,8 km öster om Palaiochóri. I omgivningarna runt Palaiochóri växer i huvudsak blandskog.